# Otilino Tenorio
Otilino George Tenorio Bastidas (* 1. Februar 1980 in Guayaquil; † 7. Mai 2005 bei Patricia Pilar in der Provinz Los Ríos) war ein ecuadorianischer Fußballspieler.
Tenorios Eltern zogen 1971 aus Esmeraldas nach Guayaquil, wo sie in einem bescheidenen Viertel lebten; sein Vater arbeitete als Bauarbeiter, Händler und Sicherheitsmann. Tenorio begann seine Karriere bei Emelec Guayaquil, nachdem er bei einem Stadtviertel-Jugendturnier entdeckt worden war. Seit 1998 spielte er in der ersten Mannschaft. Anfang 2004 wechselte er zum saudi-arabischen Verein Al-Nasr, bevor er zum ecuadorianischen Erstligisten El Nacional Quito kam. Dort stieg er zu einem der besten Stürmer des Landes auf. Zuletzt belegte er in der Torschützenliste der nationalen Meisterschaft den zweiten Rang.
Er war Nationalspieler und galt als einer der Hoffnungsträger der Mannschaft in der Qualifikation für die Fußball-Weltmeisterschaft 2006. Er gab sein Debüt am 16. Oktober 2002 bei einem Freundschaftsspiel in San José gegen Costa Rica und spielte zuletzt am 4. Mai 2005 bei einem Freundschaftsspiel im Giants Stadium in East Rutherford, New Jersey, das Ecuador gegen Paraguay mit 1:0 gewann. In insgesamt 13 Länderspielen erzielte er sechs Tore. Bei zwei Freundschaftsspielen am 26. und 29. Januar 2005 gegen Panama gelang es Tenorio, in beiden Fällen beide Tore zum jeweiligen 2:0-Endstand für Ecuador zu erzielen.
Otilino Tenorio kam laut Behördenangaben am 7. Mai 2005 im Alter von 25 Jahren bei einem Autounfall ums Leben. Demnach raste er auf dem Weg zu seinen Eltern in der Küstenstadt Guayaquil mit seinem Wagen auf der Hauptstraße zwischen Santo Domingo de los Colorados und Quevedo etwa 280 Kilometer südwestlich von Quito bei einem Überholmanöver in einen Lastwagen, der Gasflaschen geladen hatte. Nach Presseberichten nahmen bis zu 12.000 Anhänger an seiner Beerdigung in Guayaquil teil. Tenorio hinterließ seine Ehefrau und drei kleine Kinder. Nachdem Tenorios Vater am 13. Juni Anzeige wegen Mordverdachts gegen zwei Mitreisende seines Sohnes erstattete, nahm die Staatsanwaltschaft genauere Ermittlungen auf, die jedoch zu keinen neuen Ergebnissen führten.
Tenorio hatte den Beinamen El Enmarascado (dt. der Maskierte) oder Spiderman del Fútbol, da er seine Tore mit verschiedenen Masken zu feiern pflegte, die derjenigen Spider-Mans ähnelten. Bei der Weltmeisterschaft 2006 in Deutschland erinnerte Iván Kaviedes an Tenorio, indem er sich nach dem von ihm erzielten 3:0 im Vorrundenspiel gegen Costa Rica eine in der Trikotfarbe Gelb gehaltene Spider-Man-Maske aufsetzte. Auch der Stürmer Edmundo Zura feierte seine Tore als Hommage an Tenorio mit einer Spider-Man-Maske. Im März 2007 verbot das International Football Association Board in Reaktion auf Kaviedes' Jubel bei der WM das Feiern von Toren durch das Aufsetzen von Gesichtsmasken.